# 京成バス千葉ウエスト
京成バス千葉ウエスト株式会社（けいせいバスちばウエスト、英: KEISEI BUS CHIBA WEST CO.,LTD.）は、千葉県浦安市に本社を置く京成電鉄バスホールディングス傘下のバス事業者。主に千葉県北西部でバスの運行を担当する。

## 概要
2025年（令和7年）4月1日付で、京成グループのバス事業再編により、東京ディズニーリゾート内の輸送を主目的として設立された京成トランジットバス、オリエンタルランドの完全子会社として設立された東京ベイシティ交通、新京成電鉄の子会社（新京成バス）のうち船橋新京成バスと松戸新京成バスが、京成トランジットバスを存続会社とする形で合併し、京成バス千葉ウエスト株式会社へ商号変更した。
なお、会社としての船橋新京成バスは当社へ吸収合併されたが、船橋新京成バス鎌ヶ谷営業所のみ当社へ引き継がれ、船橋新京成バス習志野営業所（旧：習志野新京成バス）は京成バス千葉セントラルへ引き継がれ、2025年（令和7年）4月1日付で京成バス千葉セントラル習志野西営業所となった。
翌2026年（令和8年）4月1日には、京成バスのうち松戸営業所及び市川営業所が編入される予定である。
前身会社（京成トランジットバス・東京ベイシティ交通）の設立経緯により、オリエンタルランドが株式の26.8%を保有しており、同社の持分法適用会社ともなっている。

## 沿革
- 1976年11月12日 - オリエンタルランド交通株式会社を設立[1]（オリエンタルランド完全子会社）。
- 1977年4月1日 - オリエンタルランド交通、乗合バス事業を営業開始[1]。
- 1987年9月16日 - オリエンタルランド交通、貸切バス事業を営業開始[1]。
- 1989年8月1日 - オリエンタルランド交通、東京ベイシティ交通株式会社へ商号変更[1]。
- 1999年2月2日 - 京成トランジットバス株式会社を設立[1]。
- 2001年7月27日 - 京成トランジットバス、ディズニーリゾートクルーザーを運行開始[1]。
- 2003年
  - 4月28日 - 新京成電鉄のバス事業（新京成バス）を分社化[10]、船橋新京成バス株式会社、習志野新京成バス株式会社、松戸新京成バス株式会社の3社を設立[1][10]。
  - 10月1日 - 船橋新京成バス株式会社、習志野新京成バス株式会社、松戸新京成バス株式会社の3社、乗合バス・貸切バス事業を営業開始[10]。
- 2014年4月16日 - 船橋新京成バスが習志野新京成バスを吸収合併、船橋新京成バス習志野営業所とする[10]。
- 2024年11月1日 - 京成電鉄がバス事業再編のため、中間持株会社の京成電鉄バスホールディングスを設立[2]。
- 2025年4月1日 - 京成トランジットバスを存続会社とし、東京ベイシティ交通、船橋新京成バス鎌ヶ谷営業所、松戸新京成バスを吸収合併、京成バス千葉ウエスト株式会社へ商号変更[1][2][3]。

## 本社・営業所
いずれも千葉県内に所在。詳細は各営業所記事を参照。
| 営業所・車庫名   | 営業所・車庫名   | 所在地                    | 備考                                                                    |
| ---------------- | ---------------- | ------------------------- | ----------------------------------------------------------------------- |
| 本社・千鳥営業所 | 本社・千鳥営業所 | 浦安市千鳥12番5           | 旧：東京ベイシティ交通（本社・営業所）                                  |
| 舞浜営業所       | 舞浜営業所       | 浦安市千鳥15番35号        | 旧：京成トランジットバス千鳥営業所                                      |
| 塩浜営業所       | 塩浜営業所       | 市川市塩浜2丁目17番4号    | 旧：京成電鉄自動車本部市川営業所八幡車庫→京成トランジットバス塩浜営業所 |
| 鎌ヶ谷営業所     | 鎌ヶ谷営業所     | 鎌ケ谷市鎌ケ谷1丁目8番2号 | 旧：（新京成電鉄自動車部→船橋新京成バス）鎌ヶ谷営業所                   |
| 松戸東営業所     | 紙敷車庫         | 松戸市紙敷96-36           | 旧：（新京成電鉄自動車部→松戸新京成バス）松戸営業所紙敷車庫             |
| 松戸東営業所     | 小金原車庫       | 松戸市小金原6-3           | 旧：（新京成電鉄自動車部→松戸新京成バス）松戸営業所小金原車庫           |

## 路線
各営業所の記事を参照。